# Остаци цркве у Перишу
Остаци цркве у Перишу, насељеном месту на територији општине Сврљиг, налазе се југоисточно од села на месту званом Острц.
Мања црква је била изграђена на каменитој подлози али због прекопавања у ранијем периоду грађевина је оштећена. Видљив је једино апсидални део, на коме су очувани и мањи остаци зидова. Kопањем на локалитету разбацан је камен, основни матерјал при градњи објекта. Осим камена у мањој мери су сачувани остаци касно античке или средњовековне опеке, а такође и старе ћеремиде. Мештани ове остатке називају „римска црква”. Постоје тврдње мештана да су зидови црквице постојали пре Другог светског рата до висине до једног метра и да је на поду цркве била опека. 
На апсидалном делу црквице укопан је камени крст са записом: 1946-св. Недеља, св. Ранђел и св. Илија – подиже Товилка Витановић. Kрај крста налазе се делови старог заветног крста од сиге. Народ се окупља на овом месту на дан Светог пророка Илије.